# Henri Ier de Verdun
Henri Ier de Verdun, mort le 31 mai 1091, est prince-évêque de Liège de 1075 à 1091.

## Biographie
Durant la querelle des investitures, Henri de Verdun qui doit ses fonctions à l'empereur, choisira le parti de celui-ci. Le 24 janvier 1076, il assiste au synode d'évêques et d'abbés, convoqués par Henri IV à Worms, et présidé par Sigefroi Ier, archevêque de Mayence, qui prétend déposer le pape Grégoire VII. Celui-ci répond immédiatement en excommuniant l'empereur. Dans le bras de fer qui s'ensuit, l'empereur finira par s'incliner devant le pape dans la fameuse Pénitence de Canossa.
En 1081, Henri de Verdun réussit à se faire reconnaître comme haut responsable de la paix de Dieu, c'est-à-dire de l'ordre public, dans tout le diocèse. Conforté dans sa position de prince-évêque il deviendra la personnalité politique la plus importante de la Meuse moyenne. 